# Enter the Void
Pour plus de détails, voir Fiche technique et Distribution.
Enter the Void, ou Soudain le vide en Belgique, est un drame expérimental franco-germano-italien co-écrit et réalisé par Gaspar Noé, sorti en 2009.
Il est présenté en compétition officielle au Festival de Cannes 2009.

## Synopsis
Oscar et Linda, jeunes adultes, s'installent à Tokyo. Oscar vend de la drogue et Linda travaille en tant que stripteaseuse dans une boîte de nuit. Alors qu'Oscar est dénoncé par un de ses amis, celui-ci est abattu par la police dans les toilettes d'un bar. Alors que son âme se détache de son corps, Oscar se souvient de sa promesse jadis faite à sa sœur de ne jamais l'abandonner. Commence alors une longue errance de l'esprit à travers Tokyo.

## Fiche technique
- Titre original et francophone : Enter The Void
- Titre belge : Soudain le vide
- Réalisation : Gaspar Noé
- Scénario : Gaspar Noé et Lucile Hadzihalilovic
- Décors : Marc Caro et Kikuo Ohta
- Costumes : Nicoletta Massone, Jean Carrière et Tony Crosbie
- Photographie : Benoît Debie
- Son : Ken Yasumoto
- Montage : Gaspar Noé, Marc Boucrot, Jérôme Pesnel
- Production : Pierre Buffin, Olivier Thery Lapiney, Vincent Maraval, Marc Missonnier, Gaspar Noé
- Sociétés de production : Wild Bunch, Les Cinémas de la Zone, Fidélité Films
- Société de distribution : Wild Bunch Distribution
- Budget : 10 000 000 d'euros
- Pays de production :  France,  Allemagne,  Italie[1],[2]
- Langues originales : anglais, japonais
- Format : couleur — 2,35:1 — 16 mm et 35 mm — son Dolby Digital / DTS
- Genre : drame expérimental
- Durée : 161 minutes
- Dates de sortie :
  - France : 22 mai 2009 (Festival de Cannes)[3] ; 31 mars 2010 (L'Étrange Festival Lyon)[4] ; 5 mai 2010 (sortie nationale)
  - Belgique, Suisse romande : 14 juillet 2010
  - Allemagne : 26 août 2010
  - Québec : 26 novembre 2010
  - Italie : 9 décembre 2011
- Classification :
  - France : interdit aux moins de 16 ans[5]
  - Suisse : interdit aux moins de 18 ans
  - Québec : interdit aux moins de 16 ans

## Distribution
- Paz de la Huerta (VF : Chloé Stefani) : Linda
- Nathaniel Brown (en) (VF : Sandor Funtek) : Oscar
- Cyril Roy (VF : lui-même) : Alex
- Olly Alexander (VF : Pepin Mayette) : Victor
- Masato Tanno (ja) : Mario
- Ed Spear : Bruno
- Emily Alyn Lind : Linda jeune
- Jesse Kuhn : Oscar jeune
- Sakiko Fukuhara : Saki
- Sara Stockbridge : Suzy
- Gaspar Noé : un homme au club (non crédité)

Source et légende : Version française (V. F.) sur le site d’AlterEgo ()

## Accueil

### Accueil critique
Si le site en ligne Critikat reconnaît au réalisateur « une certaine science dans la manipulation du spectateur », il déplore ses « procédés de mise en scène tapageurs » regrettant que « l’art et la manière dont fait preuve Gaspar Noé sont [...] ceux de l’esbroufe ». Plus sévères, les Inrocks qui tout en notant une caméra virtuose critiquent la « profonde vacuité philosophique » du film et « sa nullité dramaturgique ». Le Monde guère plus indulgent, souligne un « mélange d'invention débordante et de puérilité » et « une volonté potache de provocation ».
Le film est noté 6,7⁄10 sur le site agrégateur SensCritique, d'après les retours de plus de 17 000 spectateurs en décembre 2020.

## Production

### Génèse et développement
Gaspar Noé s'est inspiré du Bardo Thödol, ou Livre tibétain des morts. Dans un entretien donné à Julien Hairault pour le site Versusmag, il raconte :
« 
Je me suis aussi beaucoup inspiré d’un Livre des morts tibétain – celui dont on parle dans le film, que j’ai découvert à l’âge de 18 ans, à une époque où je lisais beaucoup de choses au sujet de la mort et de la réincarnation. Je me suis vraiment énormément renseigné sur ce livre, apprenant au passage qu’il avait aussi beaucoup inspiré Philip K. Dick, et j’ai décidé d’adopter sa structure au moment de la mort d’Oscar. Ce livre parle du voyage de l’esprit qui s’effectue entre la mort et la réincarnation, un voyage censé durer 49 jours. Je n’ai pas été fidèle à 100 % au bouquin, mais j’ai quand même tenu à bien mettre en scène ce voyage astral totalement dysfonctionnel et lumineux, d’où l’importance, surtout dans la scène de fin, de ces jeux de lumière lors des scènes de baise à l’hôtel, où la lumière émane des corps.
 »
Dans le film, Alex a prêté un exemplaire du Bardo Thödol à Oscar pour qu'il le lise. Une scène les montre tous les deux en train de discuter du livre. Gaspar Noé adapte le livre de façon allégorique.

### Effets visuels
Fidélité Films a acheté, fin décembre 2007, les droits de 10 minutes de visuels conçus par le vidéo-jockey Glennwiz afin de les utiliser dans Enter the Void.[réf. nécessaire]

## Distinctions

### Récompenses
- Festival international du film fantastique de Catalogne :
  - Meilleure photographie pour Benoît Debie
  - Prix spécial du Jury pour Gaspar Noé

- Festival international du film fantastique de Neuchâtel 2010 :
  - Prix H.R. Giger « Narcisse du meilleur film »

### Sélections
- Festival de Cannes 2009 : compétition officielle
- Festival international du film fantastique de Catalogne 2009 : compétition officielle